# Středověká hudba

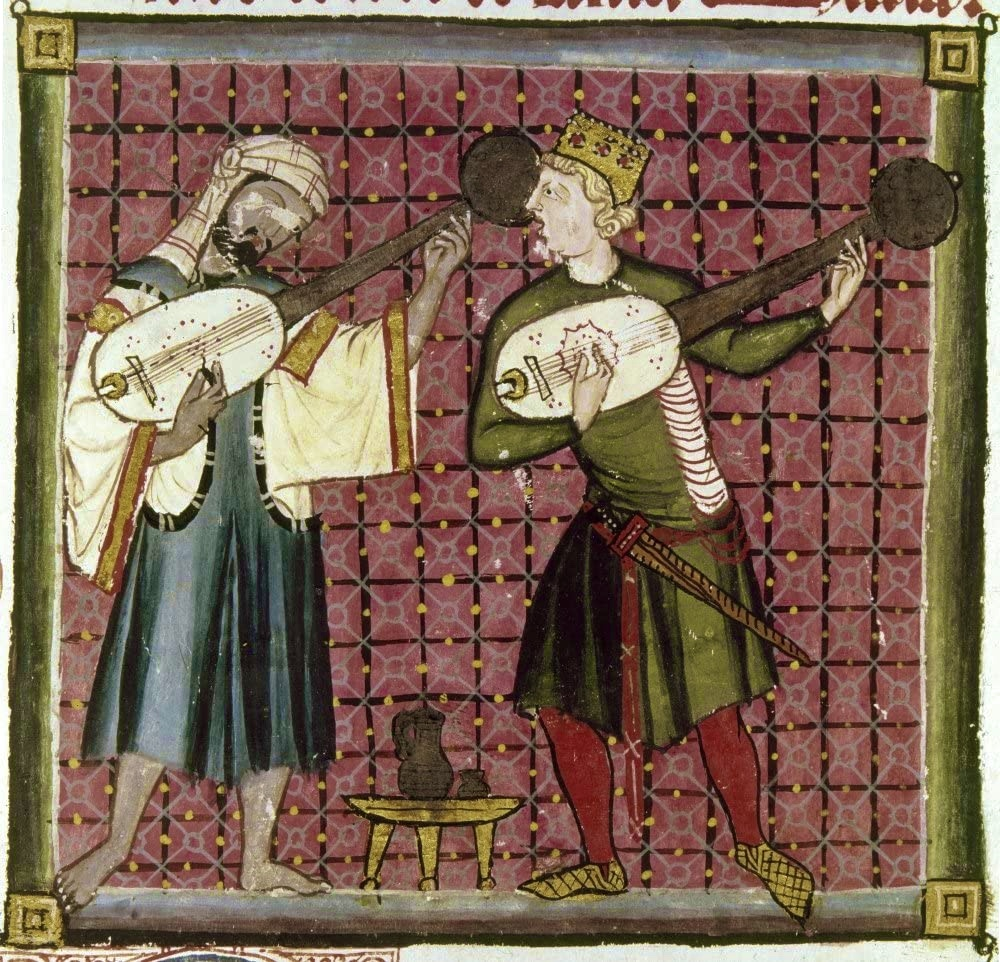
Křesťan a muslim hrají na Loutny na miniatuře z rukopisu Cantigas de Santa Maria Alfonse X. Kastilského

Středověká hudba je termín, který označuje období evropských dějin hudby, která se vyvíjela v závislosti na rozmachu křesťanství, tedy od pádu Říma do asi roku 1400. Již v prvních stoletích po jeho vzniku se vytvářely různé formy jednohlasého liturgického zpěvu (chvalozpěvy, hymny atd.) zvaného cantus planus, jehož pozdějším vrcholem byl gregoriánský chorál. Z ryze duchovní hudby se v pozdním středověku posléze vyvinula i hudba světská, včetně lidové. V průběhu celého tohoto dlouhého období se dochází postupně k rozvoji vícehlasu, zdokonalování hudebních nástrojů i hudebního zápisu, který na jeho konci (tedy před nástupem renesance ve druhé třetině 15. století) se již velmi přibližuje základům klasické notace. První formy moderní evropské hudební notace vyvinuli katoličtí mniši, aby standardizovali liturgii v celosvětové církvi. Polyfonická (vícehlasá) hudba se vyvinula z monofonického zpěvu v pozdním středověku až do renesance.
Mezi středověké dechové nástroje patřila flétna, zobcová flétna, píšťaly, rohy, trouby, šalmaje. Drnkací strunné nástroje byla loutna a harfa. Smyčcovým nástrojem byla viola, rovněž existovaly rané verze varhan a houslí (nebo vielle). Klávesový nástroj byly především varhany a ve 14. století již také klavír ve své primitivní podobě.
Během raného středověku byla vokální hudba tvořena pro liturgie, převážně gregoriánský chorál, monofonickou hudbu, používající jedinou, doprovodnou vokální melodickou linii. Polyfonické vokální žánry, které používaly vícenásobné nezávislé vokální melodie, se začaly vyvíjet během vrcholného středověku a začaly převládat koncem 13. a začátkem 14. století.
Mezi významné středověké skladatele patří Hildegarda z Bingenu, Guillaume de Machaut, Magister Léonin, Perotinus Magnus, Philippe de Vitry, Francesco Landini a Johannes Ciconia.

## Periodizace
Podle dominujících hudebních forem dělíme středověk na:
- Rané období
  - Období jednohlasého zpěvu (4.–10. století)
- Vrcholné období
  - Období raného vícehlasu (11.–12. století)
  - Notredamská škola (1150–1250)
  - Ars antiqua (1250–1320)
  - Ars nova (1320–1430)

V období nejranějšího středověku byl asi nejznámějším autorem Hilarius z Poitiers (310–368). Hilarius používal melodií ariánských duchovních písní a k nim psal pravověrné texty. Melodie těchto písní využívaly čtyř základních řeckých stupnic podobně jako písně, které byly zpívány v pohanských chrámech a na scéně světských divadel. Bylo to zpívané slovo na řecké melodie. Podle dochovaných pramenů je zřejmé, že se tyto zpěvy těšily velké oblibě. Není proto divu, že podle jejich vzoru byly skládány i písně v „klasických“ křesťanských sborech. Podobně pracoval i Efraem Syrský (307–373), který byl biskupem a ve své době známým skladatelem bohoslužebných písní. Své písně tvořil tak, že použil tehdy známé melodie ze světských i duchovních písní, k nimž dodal křesťanský text. Skládání duchovních písní se velice věnoval také svatý Ambrož, první arcibiskup milánský (340–397). Jeho písně nepřebíraly biblické náměty a svou formou napodobovaly antické vzory. Nápěvy k nim byly komponovány v řeckém slohu bez metrické formy, tedy všechny noty byly stejně dlouhé. Melodické písně Ambrožova typu začaly časem přejímat taneční rytmy a ztrácely proto pro liturgické použití vážnost. Proto papež Řehoř Veliký (540 – 604) dal sebrat a upravit několik stovek starších liturgických zpěvů, kde se nápěvy zcela podřizovaly slovnímu rytmu a zněly okázale a slavnostně. Pro svou přílišnou složitost se ovšem nehodily pro nekultivovaný zpěv prostých věřících. Proto Řehoř z titulu své papežské moci nařídil, že při bohoslužbách smějí zpívat jen vycvičení a vzdělaní kněží nebo řádoví bratři a liturgický zpěv musí být jednohlasý a bez doprovodu hudebního nástroje.

## Vrcholné období a jeho hudební formy
Díky vysoké Řehořově autoritě se z tohoto vzoru na několik století stal nenarušitelný model křesťanského zpěvu při bohoslužbách, nazvaný po něm (latinsky Gregor) gregoriánský chorál, ačkoli samotný gregoriánský chorál byl ustanoven teprve o více než 50 let později, za pontifikátu 76. papeže Vitaliana. Hlavní přínos Řehoře Velikého tkví především v sebrání a setřídění zpěvů a zejména pak hudby v oblasti liturgie. Z pozdějších forem gregoriánského chorálu se vyvinula lidová duchovní píseň. K nejstarším písním tohoto typu patří česká Hospodine, pomiluj ny, která má původ možná již v 10. století, německá Christ ist erstanden (Kristus vstal z mrtvých) a Svatováclavský chorál, které vznikly pravděpodobně ve 12. století.
Model jednohlasnosti byl přísně dodržován až do 11. století, kdy se objevil vícehlas, který se stal nejcennějším přínosem středověké hudby. Ve svých počátcích to byl jen způsob přednesu gregoriánského chorálu, tedy jakési vylepšení jednohlasého zpěvu. Nejstarší památky notovaného vícehlasu jsou z 10. století, oficiálními kruhy byl však vícehlas přijat až mnohem později. Období rozvinutého vícehlasu (od 12. do prvních desetiletí 14. století) se nazývá ars antiqua. Nejdůležitějšími hudebními formami tohoto období jsou moteta, conductus a dva typy rondelu. První etapa tohoto období je nazývána Notredamskou školou (viz níže), jejímž nejdůležitějším přínosem bylo vytvoření formy organum purum a zdokonalení skladebné techniky discantus. Posledním obdobím středověké hudby do nástupu renesance je tzv. „nové umění“, tedy ars nova jehož nejvýznamnějším přínosem je svěží melodika, rozmach instrumentace, rytmu, větší zájem o vertikální vztahy tónů a výrazný pokrok v notaci. Dochází k emancipaci a rozvoji harmonie, jakožto plnohodnotné součásti základních hudebních atributů.
Dramatická hudba byla zaměřena především církevně. V duchovních hrách byly zpracovávány různé biblické náměty. Oblíbené byly liturgické hry velikonoční a vánoční. Brzy však do nich začaly pronikat světská témata zaváděním komických lidových postav. Zesvětštělé útvary duchovních her nebyly už provozovány v kostele, ale většinou na veřejných prostranstvích. V původních liturgických hrách byla hudební složka velmi důležitá, ve světských měla spíše jen úlohu vsuvek. Významné české hudební památky z tohoto období jsou Hra tří Marií a Mastičkář.
Současně se rozvíjela i hudba neodvozená z duchovní, tedy ryze světská. Jejími nositeli byli potulní hudebníci. Od 13. století byli přijímáni do služeb králů, šlechty a především měst. Tehdy se hudebníci začali i organizovat. Z našich hudebních dějin známe jméno původně potulného hudebníka Dobřety, kterému kníže Vladislav I. za jeho služby udělil pozemky ve východních Čechách.
Jedním z druhů středověké hudby je i světská lidová píseň, která byla základem pro vznik evropské lidové hudby jako takové. Existovala sice nesporně již mnohem dříve, ale teprve z rozhraní 9. a 10. století pocházejí první dochované památky umělé písně světské, například sbírka Carmina Burana. Patří sem později i počátky rytířského básnictví a zpěvu trubadúrů a minnesengrů.
Z oboru čistě nástrojové, instrumentální hudby je z období staršího středověku památek málo, ačkoli již od 13. století můžeme vystopovat první projevy samostatného instrumentálního slohu. Důležitými instrumentálními formami byly taneční skladby ductia a estampida, složená z několika částí. Estampidou je nejstarší památka instrumentální hudby z přelomu 12. a 13. století Kalenda maya i většina instrumentálních světských skladeb v rukopisech. Většinou jsou to však ještě skladby jednohlasé.

## Notace

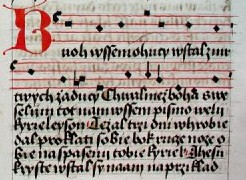
Píseň Bůh všemohoucí

Od 9. století vchází v život zápis hudební myšlenky. Jako základ notace se objevují neumy, od 13. století chorální noty a od 13. století mensurální notace. Za zakladatele mensurální notace se považují autoři sbírky starého vícehlasu Magnus liber organi (chybně překládáno Velká varhanní kniha), kapelníci mariánského chrámu v Paříži, Magister Leoninus a Perotinus Magnus (Notredamská škola). Výrazný pokrok v notaci přinesl významný teoretik Philippe de Vitry diferenciací délky tónů a rytmů.

## Dobové teoretické spisy
Ve středověku vznikaly také mnohé hudebněteoretické spisy, které ovlivnily další vývoj, jakým se ubírala hudba, zpěv, či notace nebo hudebně-skladebné techniky v dalších vývojových fázích. Byly to například:
- Micrologus (Guido z Arezza)
- Epistola de ignoto cantu (Guido z Arezza)
- Bamberský kodex
- Codex Las Huelgas
- Montpellierský kodex
- Pluteus 29.1 (Florentský kodex)
- Madridský kodex 20486
- Ars cantus mensurabilis (Franko Kolínský)

## Nástroje
Řada evropských klasických hudebních nástrojů má kořeny ve východních nástrojích, které byly převzaty ze středověkého islámského světa. Například arabský rebab je předchůdcem všech evropských smyčcových nástrojů, včetně liry, rebec a houslí. Mnoho nástrojů používaných k provádění středověké hudby stále existuje, ale v různých formách.
Mezi středověké dechové nástroje patřila flétna, zobcová flétna, píšťaly, rohy, trouby, šalmaje. Drnkací strunné nástroje byla loutna a harfa. Smyčcovým nástrojem byla viola, rovněž existovaly rané verze varhan a houslí (nebo vielle). Klávesový nástroj byly především varhany a ve 14. století již také klavír ve své primitivní podobě. Dále to byly různé bicí nástroje. Středověké nástroje se v Evropě nejčastěji používaly samostatně, často samostatně doprovázeny drženým zvukem (prodlevou), nebo občas po částech. Od přinejmenším začátku 13. století přes 15. století se nástroje dělily na haut (hlasitý, pronikavý, venkovní nástroje) a bas (tišší, více intimní nástroje). Během raného středověku byla vokální hudba tvořena pro liturgie, převážně gregoriánský chorál, monofonickou hudbu, používající jedinou, doprovodnou vokální melodickou linii. Polyfonické vokální žánry, které používaly vícenásobné nezávislé vokální melodie, se začaly vyvíjet během vrcholného středověku a začaly převládat koncem 13. a začátkem 14. století.

## Hudební skladatelé a skladatelky
Mezi významné středověké skladatele patří Hildegarda z Bingenu, Guillaume de Machaut, Magister Léonin, Perotinus Magnus, Philippe de Vitry, Francesco Landini a Johannes Ciconia.